# Bhairabsthan (Achham)
Bhairabsthan (nep. भैरवस्थान, trl. Bhairavsthān, trb. Bhajrawsthan) – gaun wikas samiti w zachodniej części Nepalu w strefie Seti w dystrykcie Achham. Według nepalskiego spisu powszechnego z 2011 roku liczył on 820 gospodarstw domowych i 4382 mieszkańców (2271 kobiet i 2111 mężczyzn).